# Muhlenberg megye
Muhlenberg megye az Amerikai Egyesült Államokban, azon belül Kentucky államban található. Megyeszékhelye Greenville, legnagyobb városa Central City. Lakosainak száma 30 928 fő (2020. április 1.). Muhlenberg megye Logan, Todd, McLean, Ohio, Butler, Christian és Hopkins megyékkel határos.

## Népesség
A megye népességének változása:
| Lakosok száma | 31 642 | 31 476 | 31 332 | 31 179 | 31 183 | 30 928 |
|               | 2010   | 2011   | 2012   | 2013   | 2015   | 2020   |